# Parole (India)
Parole of Nagri Parole is een stad en “notified area” in het district Kathua van het Indiase unieterritorium Jammu en Kasjmir. De plaats ligt op de grens met de staat Punjab.

## Demografie
Volgens de Indiase volkstelling van 2001 wonen er 7.074 mensen in Parole, waarvan 52% mannelijk en 48% vrouwelijk is. De plaats heeft een alfabetiseringsgraad van 60%.